# Championnat du Paraguay de football 1962
Navigation
Édition précédente Édition suivante
La saison 1962 du Championnat du Paraguay de football est la cinquante-et-unième édition de la Primera División, le championnat de première division au Paraguay. Les onze meilleurs clubs du pays disputent la compétition, sous forme d'une poule unique où chaque équipe rencontre deux fois ses adversaires. En fin de saison, le dernier doit disputer un barrage de promotion-relégation face au champion de deuxième division.
C'est le Club Olimpia qui remporte le titre après avoir terminé en tête du classement final, avec trois points d’avance sur le Club Nacional et six sur le Club River Plate. Il s'agit du dix-neuvième titre de champion du Paraguay de l’histoire du club.

## Les clubs participants
| - Club Guaraní - Cerro Porteño - Club Olimpia - Club Sol de América - Club Sportivo Luqueño | - Club Libertad - Club River Plate - Club Presidente Hayes - Club Sportivo San Lorenzo - Club Atlético Tembetary - Club Nacional |

## Compétition

### Classement
| Rang | Équipe                    | Pts | J  | G | N | P | Bp | Bc | Diff |
| ---- | ------------------------- | --- | -- | - | - | - | -- | -- | ---- |
| 1    | 'Club Olimpia'T           | 34  | 20 |   |   |   |    |    |      |
| 2    | Club Nacional             | 31  | 20 |   |   |   |    |    |      |
| 3    | Club River Plate          | 28  | 20 |   |   |   |    |    |      |
| 4    | Cerro Porteño             | 23  | 20 |   |   |   |    |    |      |
| 5    | Club Guaraní              | 18  | 20 |   |   |   |    |    |      |
| 6    | Club Libertad             | 16  | 20 |   |   |   |    |    |      |
| 7    | Club Atlético Tembetary   | 16  | 20 |   |   |   |    |    |      |
| 8    | Club Presidente Hayes     | 15  | 20 |   |   |   |    |    |      |
| 9    | Club Sportivo San Lorenzo | 15  | 20 |   |   |   |    |    |      |
| 10   | Club Sportivo Luqueño     | 14  | 20 |   |   |   |    |    |      |
| 11   | Club Sol de América       | 10  | 20 |   |   |   |    |    |      |

| Légende : Qualifications et relégations | Légende : Qualifications et relégations           |
| --------------------------------------- | ------------------------------------------------- |
|                                         | Qualification pour la Copa Libertadores 1963      |
|                                         | Participation au barrage de promotion-relégation  |
|                                         | T : Tenant du titre P : Promu de Segunda División |

### Barrage de promotion-relégation
| Équipe 1            | Résultat | Équipe 2                  | Aller | Retour |
| ------------------- | -------- | ------------------------- | ----- | ------ |
| Club Sol de América | 5 - 2    | (D2) General Caballero SC | 3 - 0 | 2 - 2  |

- Les deux clubs se maintiennent au sein de leur championnat respectif.

## Bilan de la saison
| Championnat du Paraguay de football 1962 |                          |
| Champion                                 | Club Olimpia (19e titre) |
| Qualifications continentales             |                          |
| Copa Libertadores 1963                   | Club Olimpia             |
| Promotions et relégations                |                          |
| Promus en Primera División               | Aucun                    |
| Relégués en Segunda División             | Aucun                    |